# Baldwin Locomotive Works
Baldwin Locomotive Works (сокр. BLW, в русскоязычной литературе зачастую указывается как «Болдуин локомотив», реже транслитерируется как «Балдвин») — североамериканская локомотивостроительная компания. Первоначально располагалась в Филадельфии (Пенсильвания), но позже переместилась в соседний Эддстоун (штат тот же). Компания, основателем которой был Маттиас Уильям Болдуин, была одним из самых успешных производителей паровозов своего времени, и поставляла их в разные страны, в том числе в Российскую империю. Так в 1895 году на российские железные дороги поступили 2 паровоза-декапода (тип 1-5-0), которые были первыми в России паровозами с пятью движущими осями в одной жёсткой раме. Вместе с ALCO и Lima, входила в состав «Большой Тройки». Помимо рельсового подвижного состава общего и военного назначения, занималась выпуском винтовок, бронетехники, железнодорожной артиллерии.
В 1950-х в мире осуществлялся массовый переход с паровозного вида тяги на тепловозный, а локомотивостроительные заводы перестраивались на производство тепловозов. Но компания «Baldwin Locomotive Works» так и не смогла приспособиться (хотя ещё в 1945 году она поставила в СССР 30 тепловозов серии Дб) и поэтому в 1956 году прекратила существование.

## Галерея продукции

### Паровозы
| - Baldwin 16020-1898, 0-4-0 ST, «Aline». - Паровоз типа 2-2-0 «Америкен» - Паровоз Кэмелбэк типа 2-3-0 - Паровоз Е строился заводом во время Первой и Второй мировых войн и поставлялся на российские железные дороги. |

### Вооружение и военная техника

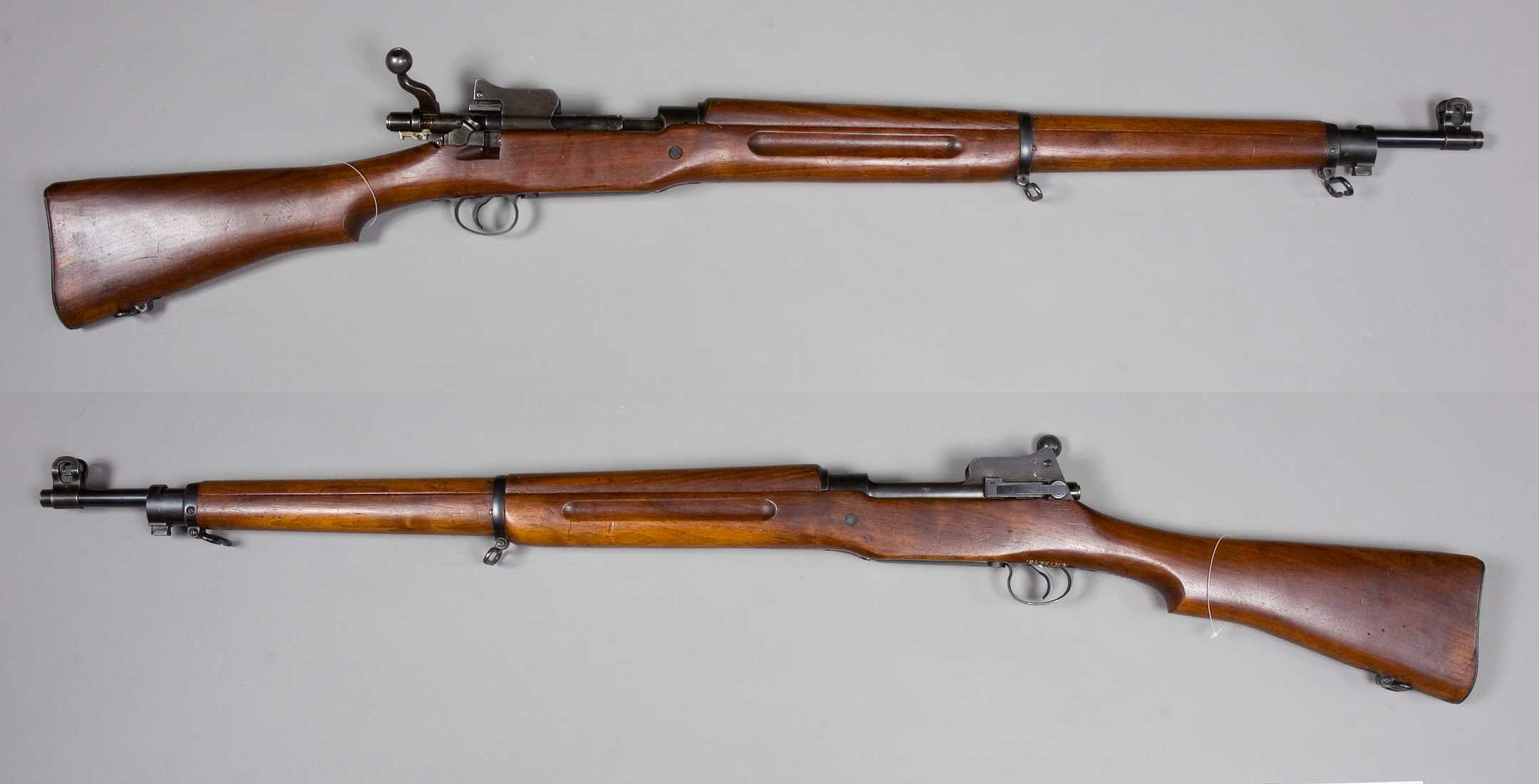
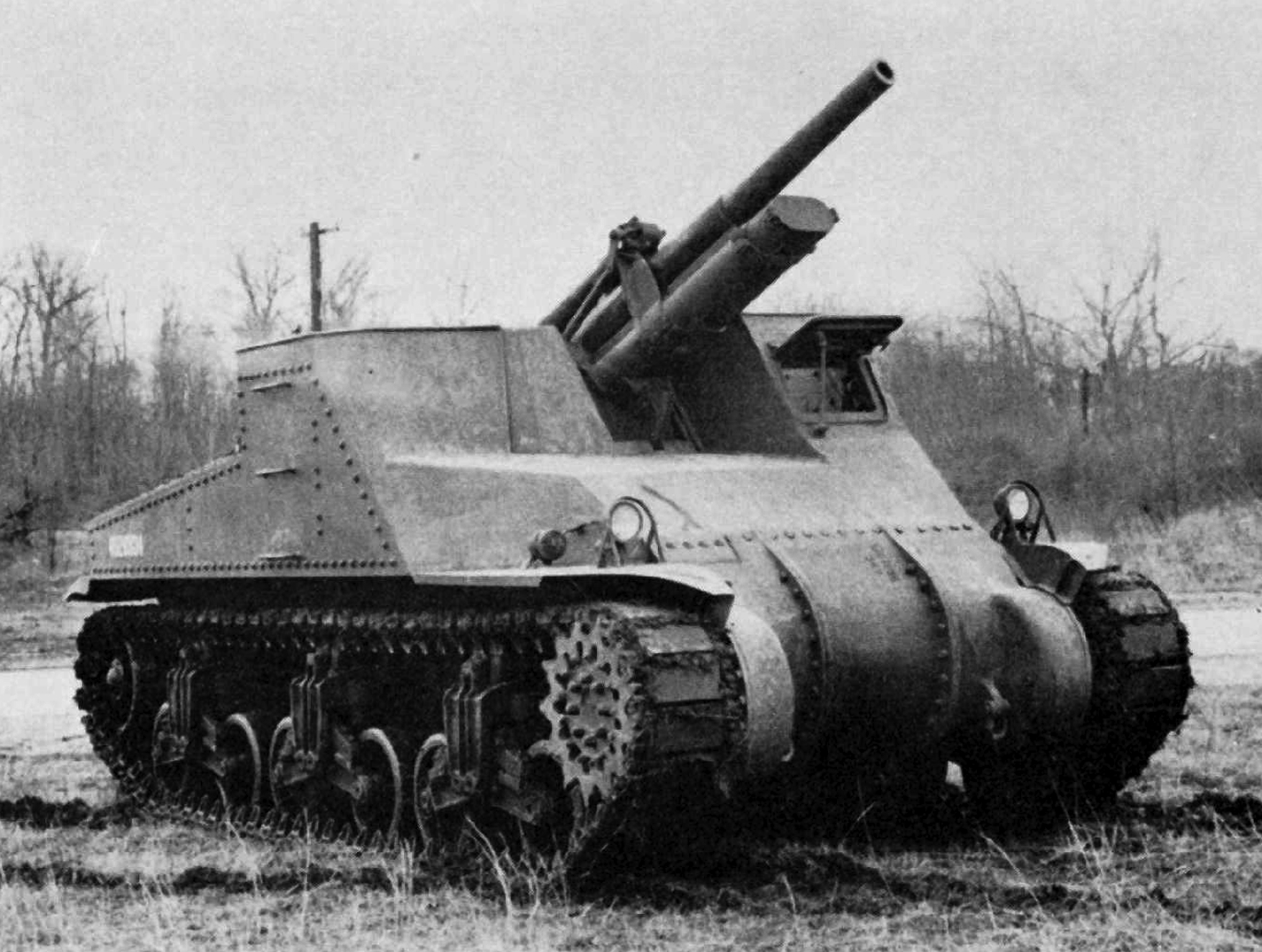
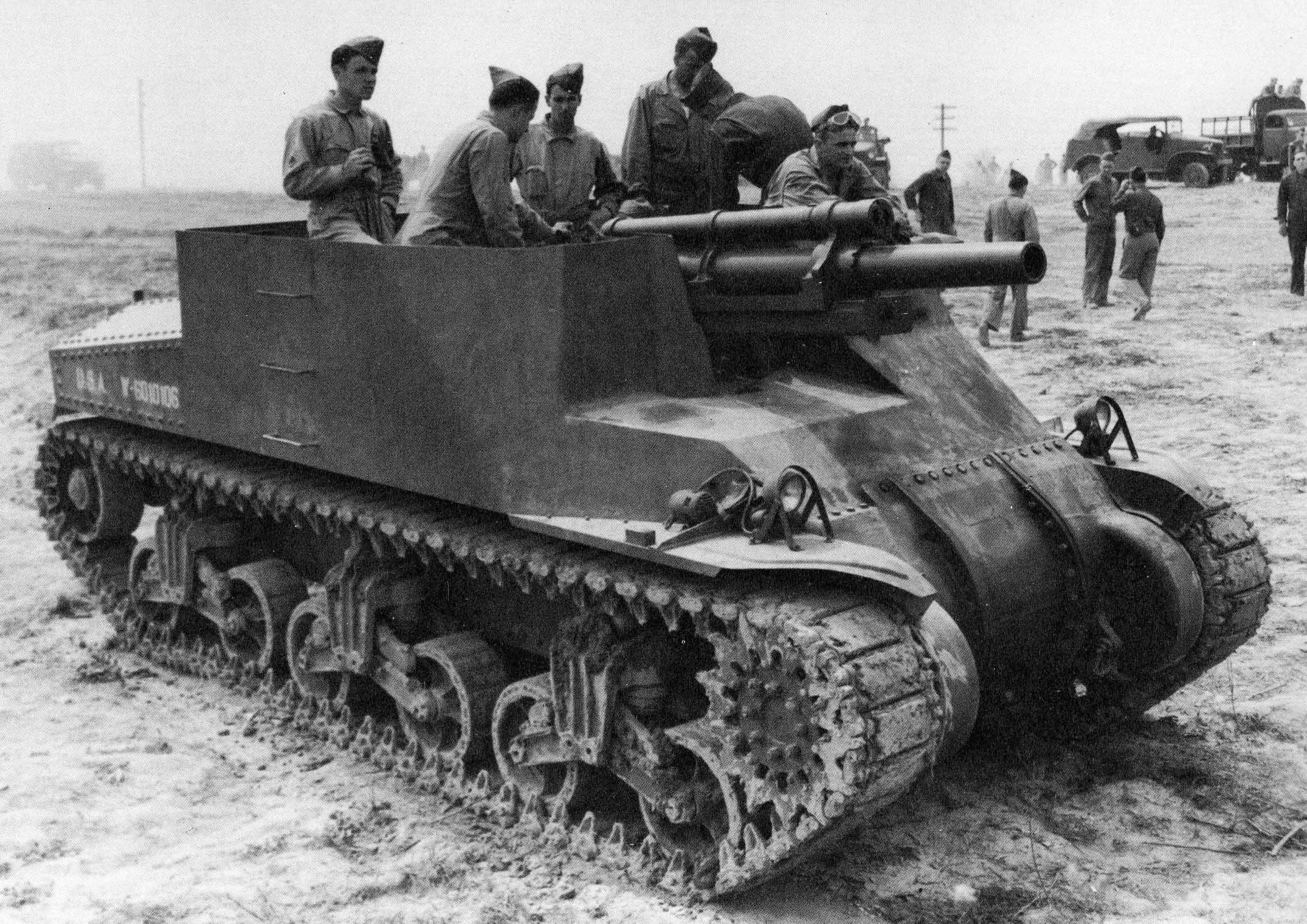
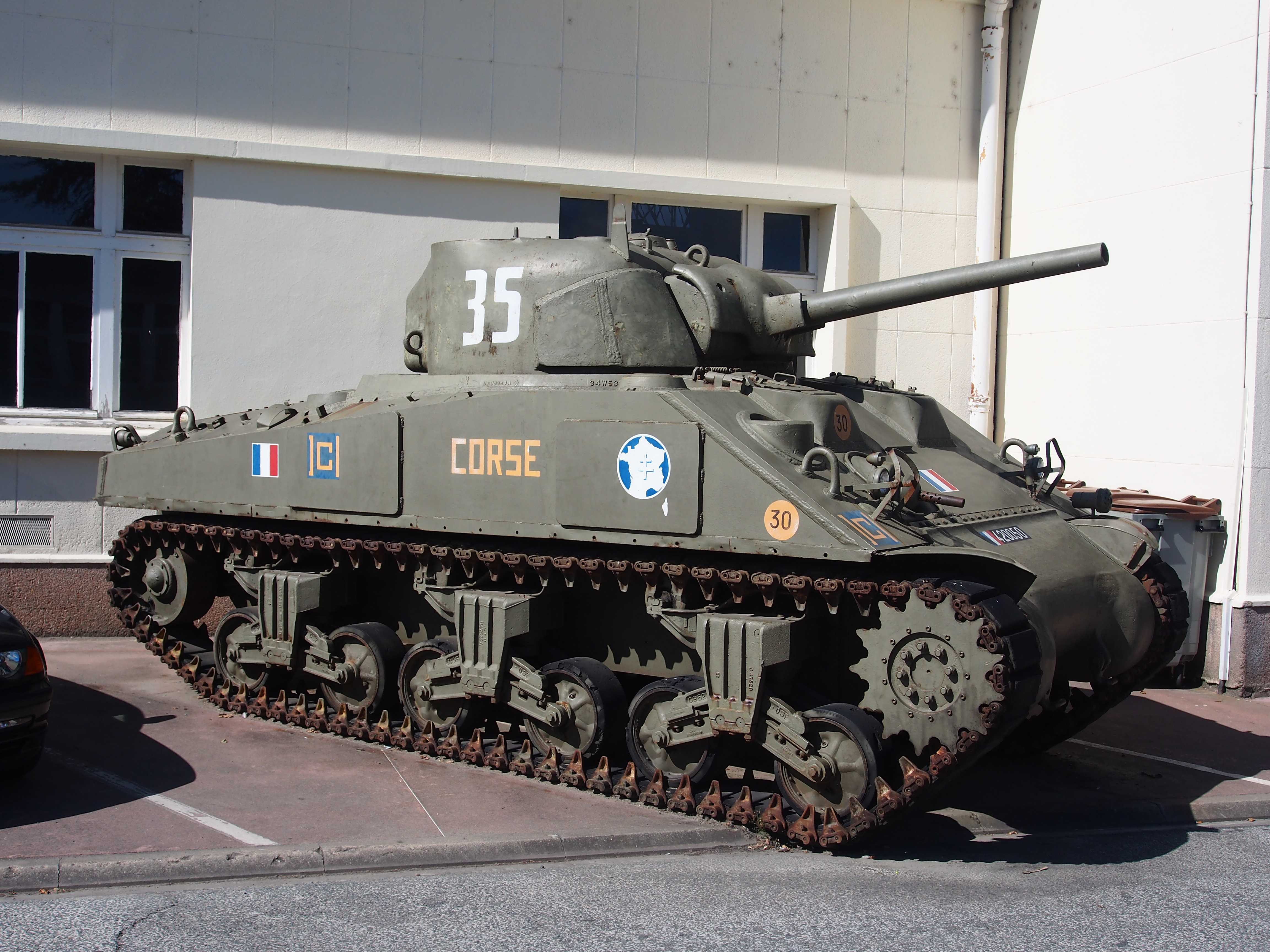
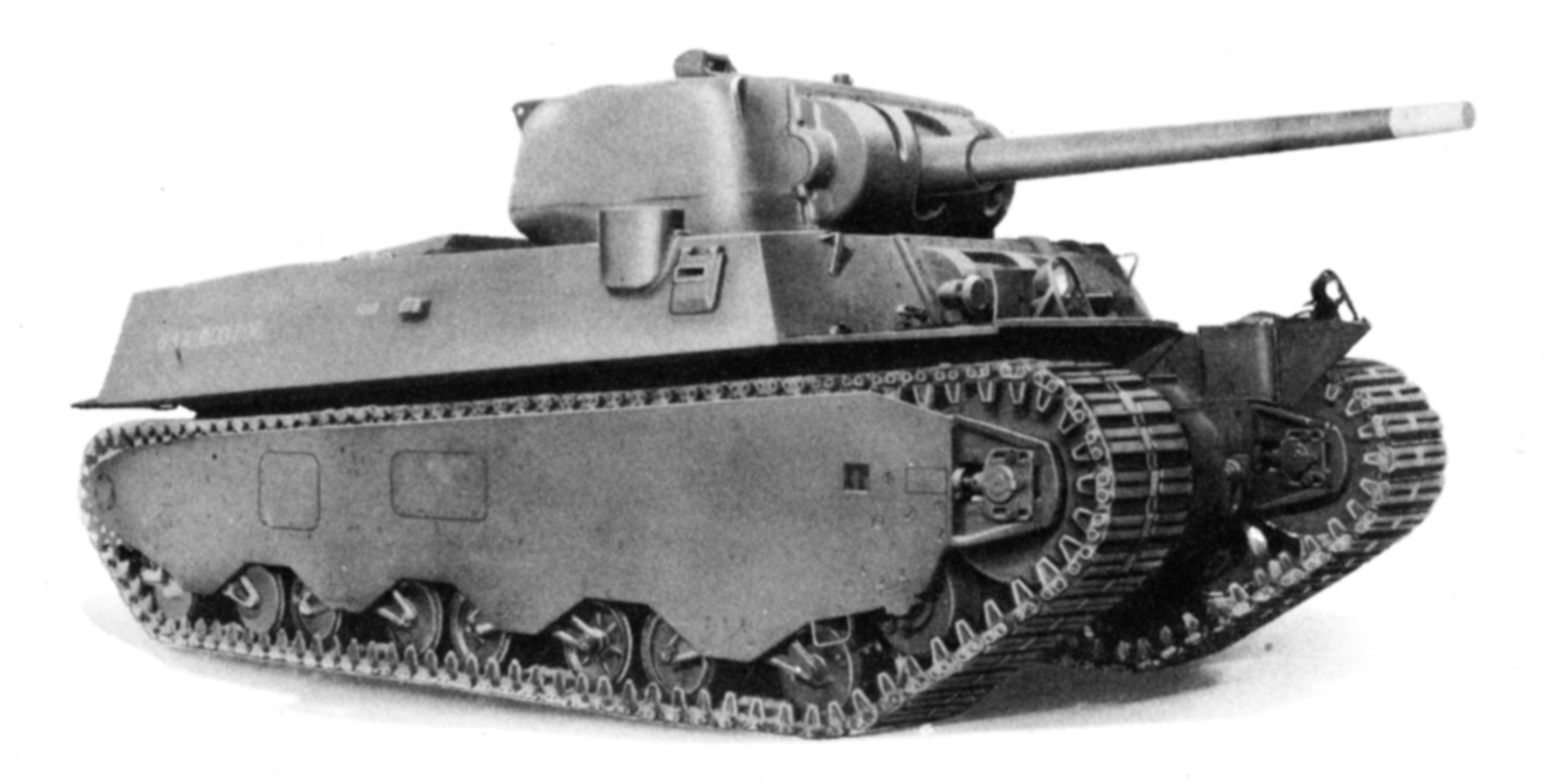
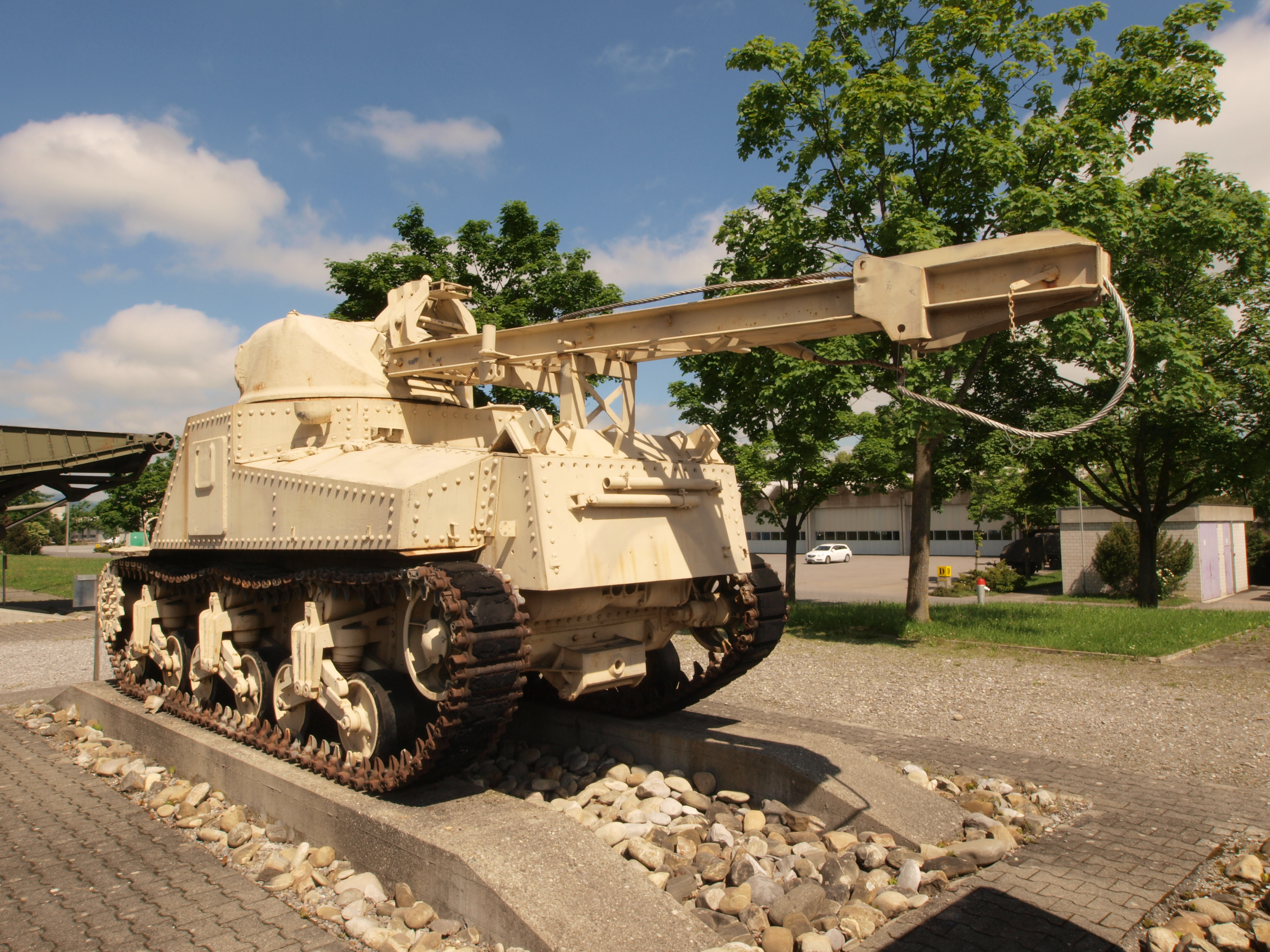
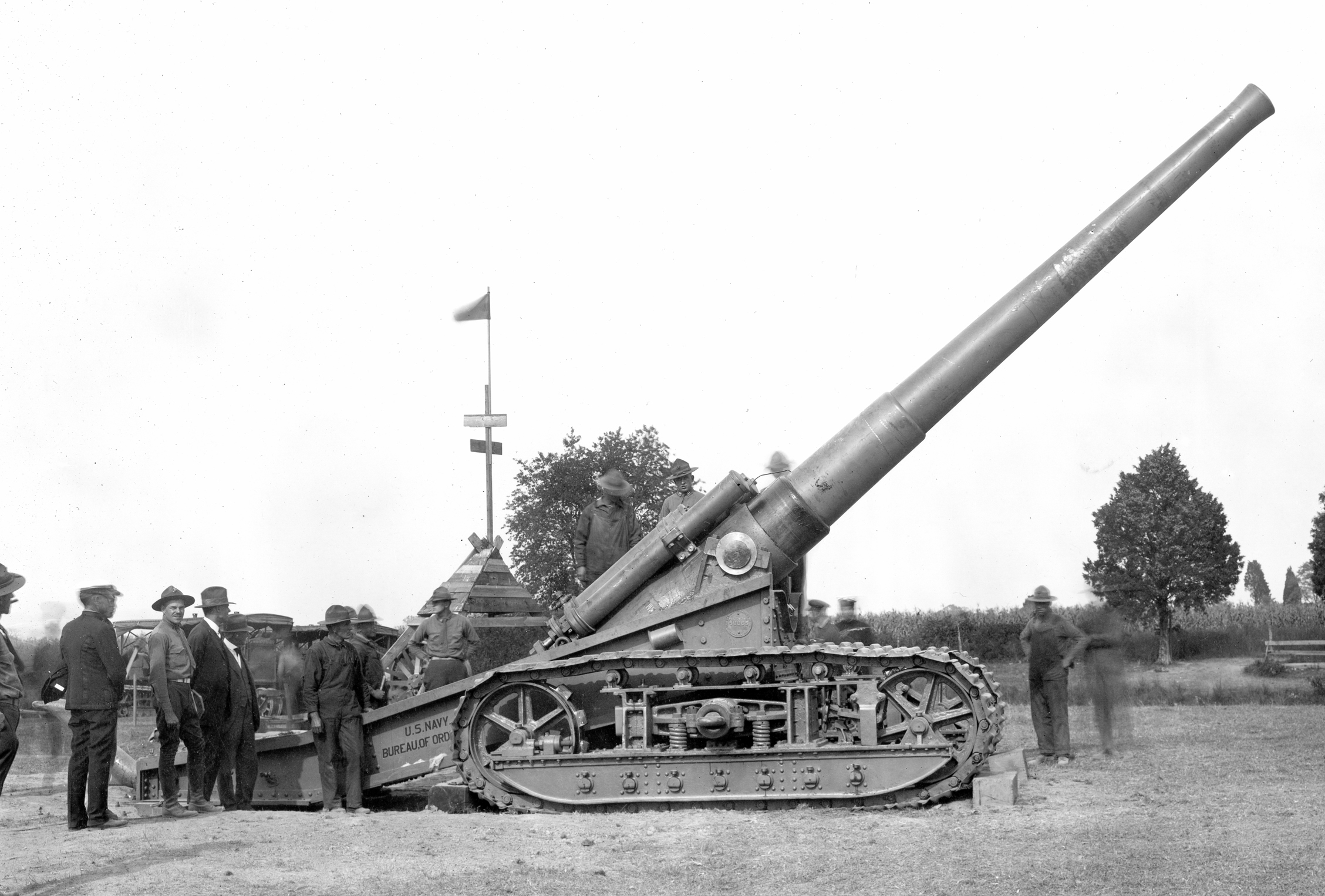
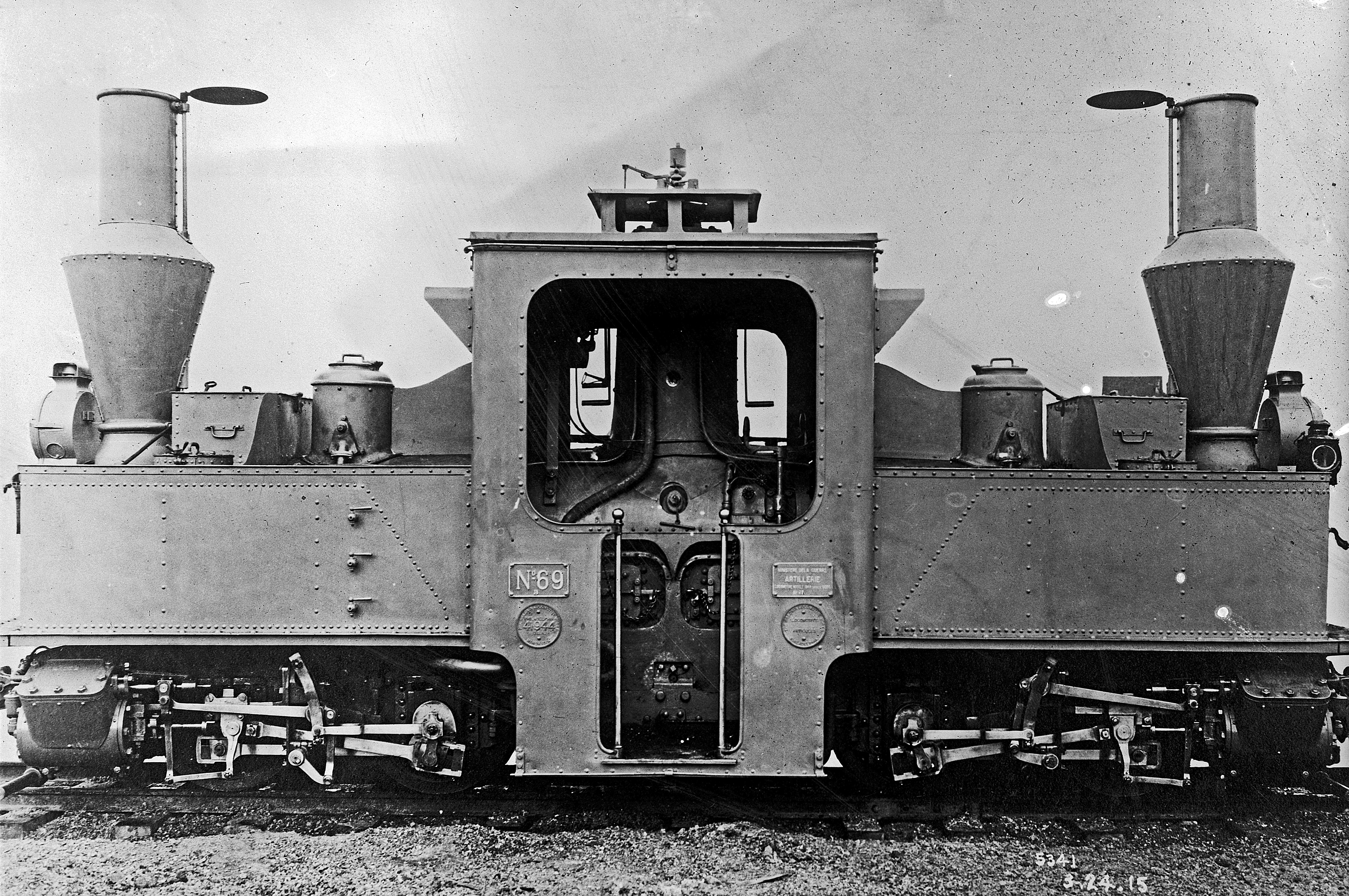
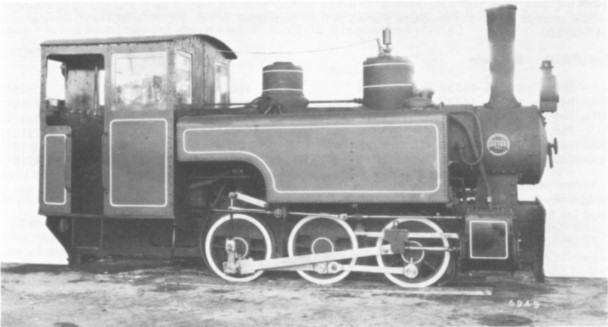
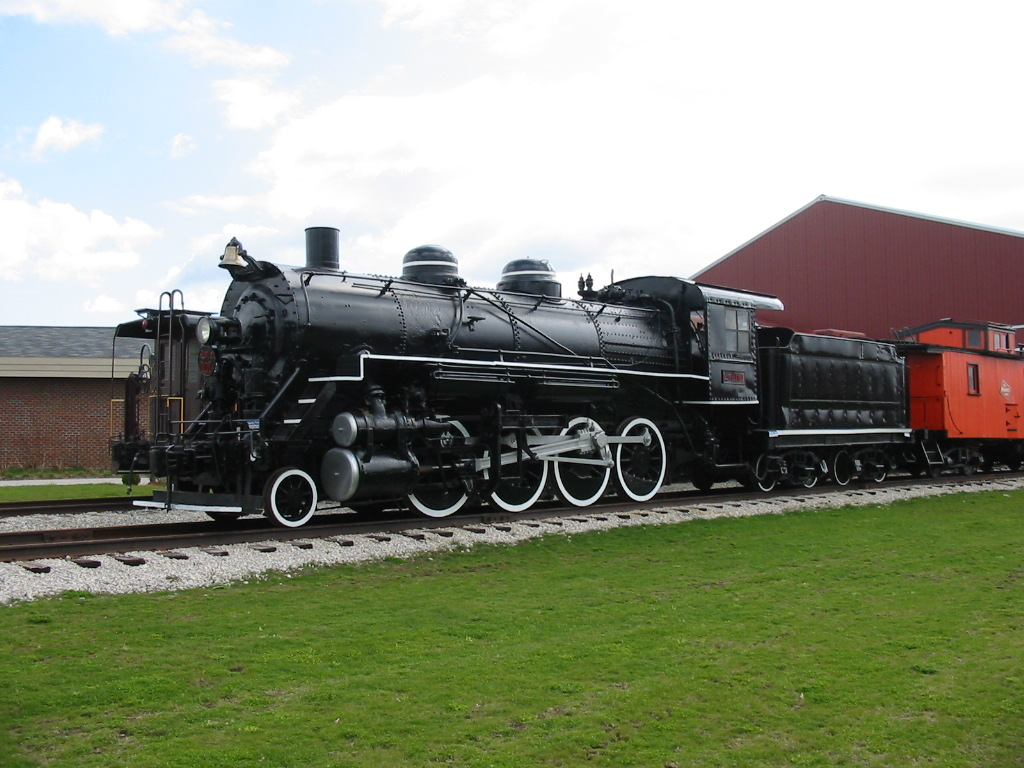
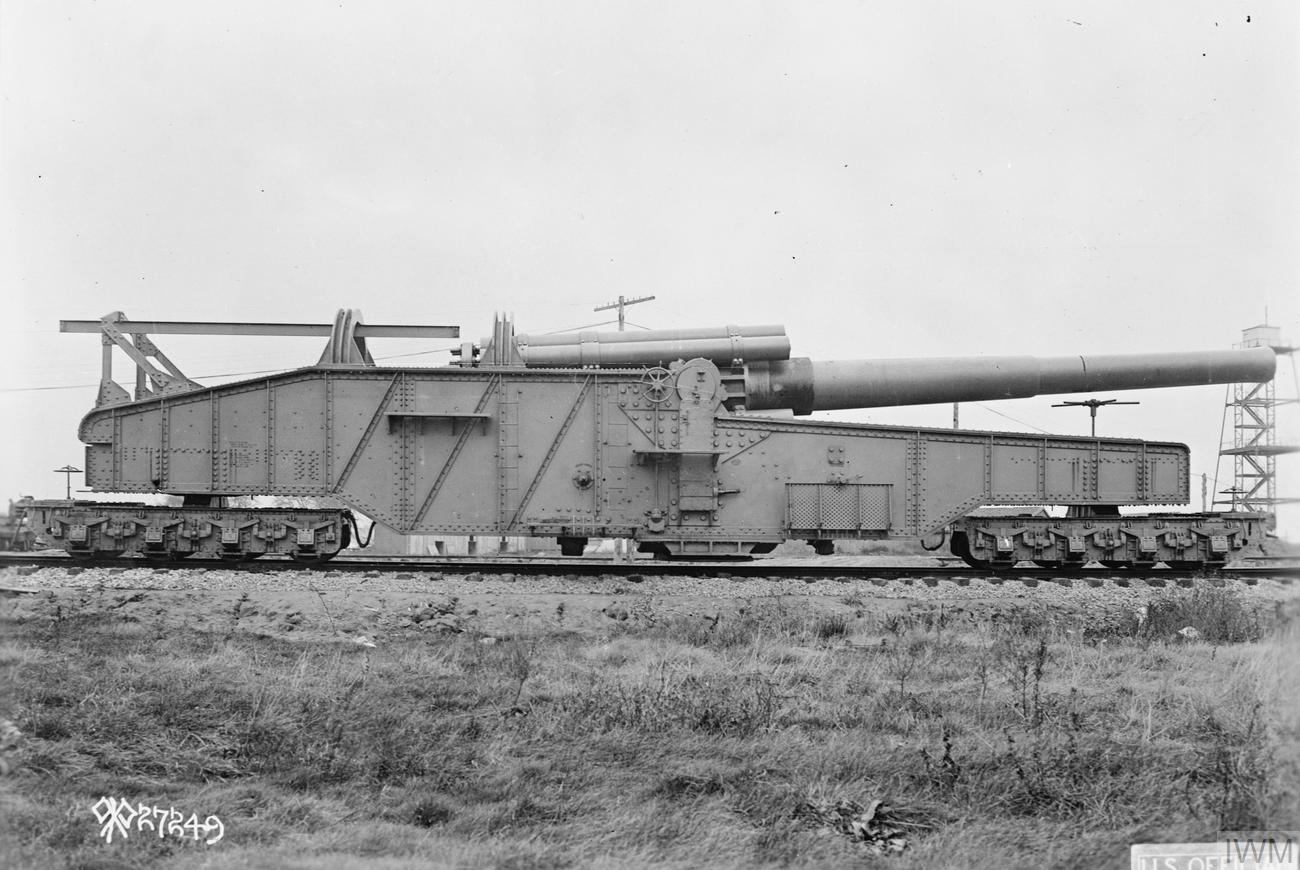
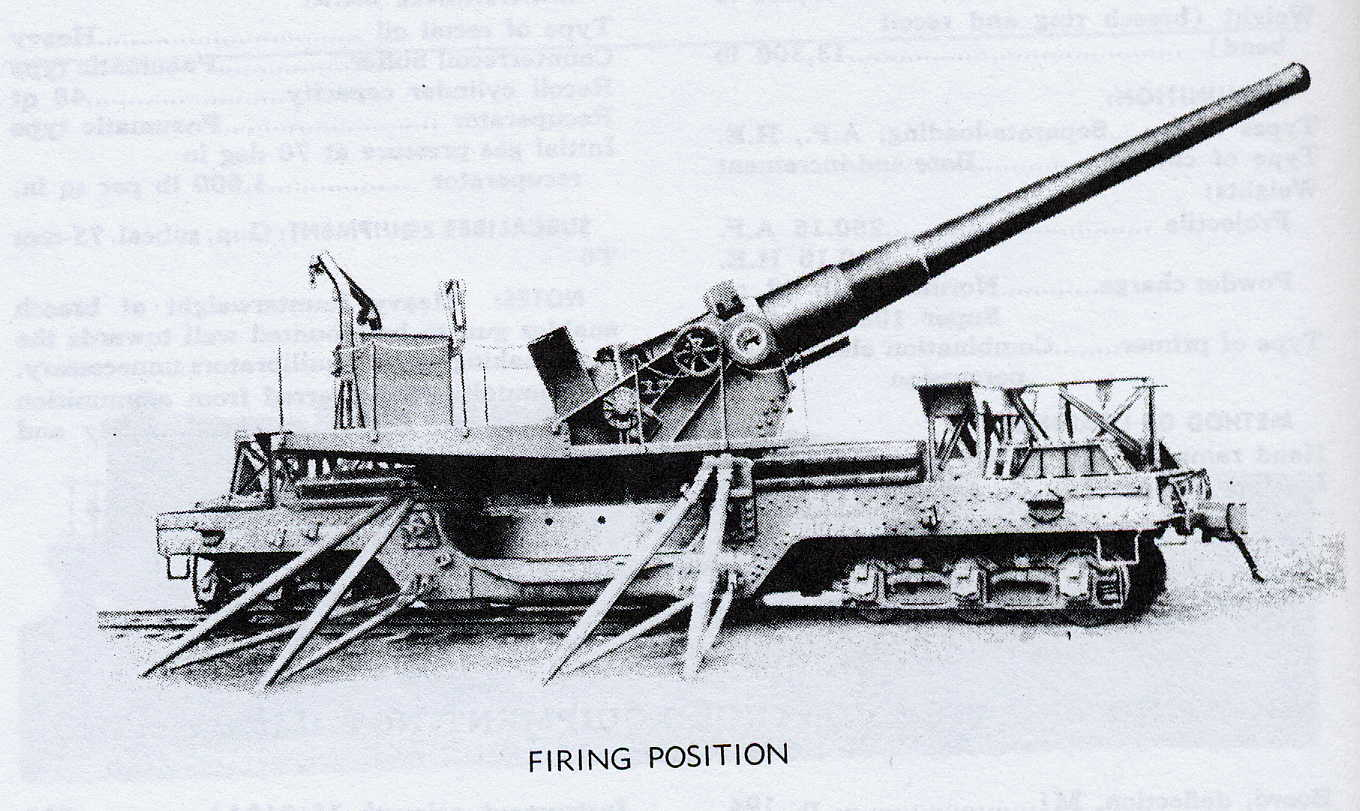